# Swan Lake: Moving Image & Music Awards

Logo des Swan Lake: Moving Image & Music Awards 2011

Logo des Swan Lake: Moving Image & Music Awards 2008

Die Swan Lake: Moving Image & Music Awards, kurz SL:MIMA sind ein weltweiter Kurzfilmpreis, der aufstrebende Musiker und junge Filmemacher verbindet und ausschließlich von Studenten organisiert wird. Seit 2004 findet der Filmpreis jährlich an der Hochschule Mittweida statt.

## Swan Lake Awards 2011
Die nächsten SL:MIMA finden vom 10. bis 12. Januar 2011 statt. Schirmherr der Veranstaltung ist Oscar-Gewinner Jan Andrzej Paweł Kaczmarek. Über drei Tage werden Workshops und Vorträge angeboten. Die Krönung des Events ist die Preisverleihung mit anschließender Aftershow-Party.

## Geschichte
Unter der wissenschaftlichen Leitung von Prof. Dr.-Ing. Robert J. Wierzbicki, Fachgruppenleiter Ambient Media an der Hochschule Mittweida, entstanden die SL:MIMA ursprünglich als Bildungsprogramm in der sächsischen Kleinstadt Mittweida. Seitdem verwirklichen deutsche, finnische, polnische und schottische Studenten der Fachbereiche Medientechnik, Medienmanagement und Multimediatechnik das Projekt.
Ziel des SL:MIMA ist es einen bekannten Branchenpreis zu etablieren und ein Netzwerk aus talentierten Künstlern zu schaffen und diesen eine Plattform zu geben.

## Finanzierung
Die SL:MIMA finanzieren sich ausschließlich über Sponsorengelder.

## Wettbewerb
Alle Filme basieren auf der Grundlage der Klaviermusik des Musikerportals, newagepiano.net.
Auf dieser Plattform stellen Pianisten ihre Werke zur Verfügung, um im Gegenzug von jungen Filmschaffenden dazu passende Kurzfilme zu erhalten. Die besten Filme in den Animationsfilm, Digitaler Film und Interaktiver Film werden zur Preisverleihung an der Hochschule Mittweida ausgezeichnet. So entsteht durch die SL:MIMA ein Netzwerk von talentierten Künstlern, wobei viel Wert auf die Entdeckung und Förderung des Multimedia-Nachwuchses gelegt wird.

### Kategorien
- Animationsfilm
- Digitaler Film
- Interaktiver Film

### Gewinner

#### 2011
| Kategorie         | Platz | Name, Nationalität                  | Filmtitel                  |
| ----------------- | ----- | ----------------------------------- | -------------------------- |
| Animationsfilm    | 1     | Jonathan Mortimer (UK)              | 43 - Fourty Three          |
| Animationsfilm    | 2     | Javier Villegas (US)                | Narrative Line             |
| Animationsfilm    | 3     | Greta Stančiauskaité (LT/FI)        | Blue                       |
| Digitaler Film    | 1     | Christoph Schaarschmidt (GER)       | Running Against Time       |
| Digitaler Film    | 2     | Christian Abel (GER)                | Ash                        |
| Digitaler Film    | 3     | Timmi Davis (GER)                   | Bilbo the Clown            |
| Interaktiver Film | 1     | Nora Dobosi (HU)                    | What's your decision?      |
| Interaktiver Film | 2     | Kristin Damm, Christoph Andrä (GER) | Blastars                   |
| Zuschauerpreis    | -     | Atilla Balogh (HU)                  | My soul covers your inside |

#### 2009
| Kategorie      | Platz | Name, Nationalität            | Filmtitel    |
| -------------- | ----- | ----------------------------- | ------------ |
| Animationsfilm | 1     | Alexander Kühn (GER)          | C'est la vie |
| Animationsfilm | 2     | Marcus Körbs (GER)            | Trooper      |
| Animationsfilm | 3     | Irena Paskali (MK)            | Sequence 1   |
| Digitaler Film | 1     | Markus Mayr (GER)             | Emergence    |
| Digitaler Film | 2     | Christoph Schaarschmidt (GER) | Small Life   |
| Digitaler Film | 3     | Imola Kovendi (RO)            | Ever After   |
| Zuschauerpreis | -     | Tasner Peter (HU)             | Dualism      |

#### 2008
| Kategorie      | Platz | Name, Nationalität                | Filmtitel                                         |
| -------------- | ----- | --------------------------------- | ------------------------------------------------- |
| Animationsfilm | 1     | Marcus Loeper (GER)               | Die Welt ist ungerecht                            |
| Animationsfilm | 2     | Vesa Jokinen, Hanne Zenjuga (FI)  | It Dwells In The Depths                           |
| Animationsfilm | 3     | Jonathan Mortimer (UK)            | The legendary Adventures of the Secret Blue Elves |
| Digitaler Film | 1     | Kamil Goerlich (GER)              | Orbit Control                                     |
| Digitaler Film | 2     | Emese-Imola Kövendi (RO)          | Lied vom Leben                                    |
| Digitaler Film | 3     | Sarah Müller, Orhan Sokolyi (GER) | Love Never Ends                                   |
| Zuschauerpreis | -     | Maik Viertel (GER)                | You By My Side                                    |

#### 2007
| Kategorie      | Platz | Name, Nationalität     | Filmtitel         |
| -------------- | ----- | ---------------------- | ----------------- |
| Animationsfilm | 1     | Christian Hein (GER)   | The Value of Love |
| Animationsfilm | 2     | Juho Kepanen (FI)      | Vahveraasio       |
| Animationsfilm | 3     | Tobias Kolodziey (GER) | Of Home           |
| Digitaler Film | 1     | Thomas Kelling (GER)   | Fly away          |
| Digitaler Film | 2     | Kamil Goerlich (GER)   | Natchnienie       |
| Digitaler Film | 3     | Raman Hussain (FI)     | Friendships       |

#### 2006
| Kategorie      | Platz | Name             | Filmtitel |
| -------------- | ----- | ---------------- | --------- |
| Animationsfilm | 1     | Christian Hein   | The Leaf  |
| Digitaler Film | 1     | Risto-Pekka Blom | Storm     |

#### 2005
| Kategorie      | Platz | Name, Nationalität     | Filmtitel |
| -------------- | ----- | ---------------------- | --------- |
| Animationsfilm | 1     | Robert Walker (UK)     | -         |
| Digitaler Film | 1     | Christian Abicht (GER) | -         |

#### 2004
| Kategorie      | Platz | Name, Nationalität    | Filmtitel |
| -------------- | ----- | --------------------- | --------- |
| Animationsfilm | 1     | Henry Schmieder (GER) | Circus    |

## Wertung
Jedes Jahr werden hochrangige Juroren aus verschiedenen Ländern eingeladen, um die eingesendeten Filme zu bewerten. So waren beispielsweise schon Kurt Bestor, Chris Hales, David Byers-Brown und Bahman Dara zu Gast.
Die Bewertungskriterien liegen in den Bereichen: Originalität, Kreativität und Innovation, Technische Qualität, Ästhetische Qualität, Storytelling und artistische Vision sowie der Gesamteindruck.

### Bewertungskriterien
- Originalität
- Kreativität und Innovation
- Technische Qualität
- Ästhetische Qualität
- Storytelling und artistische Vision
- Gesamteindruck